# Crypsiptya africalis
Crypsiptya africalis là một loài bướm đêm trong họ Crambidae.